# Caspar von Geismar
Baron Friedrich Caspar von Geismar, russisch: Фёдор Клементьевич Гейсмар (lt. Taufeintrag vom 14. Mai 1783 im Kirchenbuch St. Bartholomäus Ahlen in Westfalen vollständig: Fridericus Casparus Antonius Henricus, * 12. Mai 1783 in Ahlen auf Gut Severinghausen; † 10. Mai 1848 in Sankt Petersburg) war u. a. Kaiserlich-Russischer General-Adjutant des Zaren Nikolaus I.

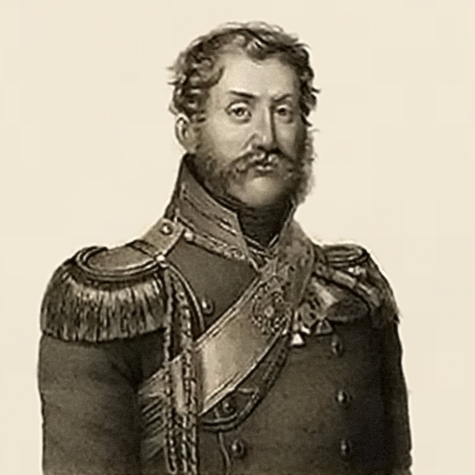
Friedrich Caspar von Geismar

## Leben

### Herkunft
Friedrich Caspar von Geismar entstammte dem Adelsgeschlecht derer von Geismar zu Riepen, die seit etwa 1200 in Warburg ansässig war. Er gehörte zur sog. Dösseler Liníe von Geismar, die seit 1667 in Dössel, einem kleinen Dorf bei Warburg, residierte. Caspar von Geismar wurde als Sohn der Eheleute Clemens August Baron de Geismar, Capitanus Regiminis de Schultz und der Bernadina de Berswardt geboren. Sein Vater war Münsterscher Major. Seine Schwester Sophie war verheiratet mit Joseph von Papen-Wilbring, Herr auf Haus Wilbring bei Waltrop, Erbsälzer zu Werl, Sohn des kaiserlichen Kürassier-Rittmeisters Andreas Ernst Adam Anton von Papen-Wilbring, Herr auf Haus Wilbring, Erbsälzer zu Werl, und dessen Frau Antonie von Kückelsheim zu Grüneberg.

### Frühe Militärkarriere
Caspar von Geismar trat am 2. August 1798 im Alter von 15 Jahren in das österreichische Deutschmeister-Infanterieregiment ein. Er nahm an der Belagerung von Mantua und an der Schlacht von Novi teil. Im Jahr 1800 wurde er bei Marengo mit seiner gesamten Abteilung von den Franzosen gefangen genommen und dann in einer Festung in Genua inhaftiert. In der nächsten Kampagne nahm er bereits im Rang eines Fähnrichs teil und zeichnete sich in den Kämpfen bei Buzzolo und Valeggio aus. 1804 trat er aus dem österreichischen Heeresdienst aus und beschloss, sein Glück im Dienste der britischen Truppen in Indien zu versuchen.

### Im russischen Heeresdienst
Auf der Insel Korfu traf er den russischen General Reinhold von Anrep, der ihn überredete, in russischen Dienst zu treten. Im Januar 1805 wurde er als Fähnrich in das sibirische Grenadier-Regiment aufgenommen und danach in Korfu stationiert. Mit diesem Regiment nahm er an den Kriegen von 1805 bis 1806 gegen die Franzosen teil, u. a. bei der Adria-Expedition und der Landung in Neapel. Im Feldzug von 1807 zeichnete er sich im Dorf Turbat aus und eroberte an der Spitze von 100 Jägern die Burg von Baschinski in der Nähe von Obilesti. Im März 1809 stürmten er und seine Jäger die Festung von Slobodzey, wofür er den St.- Georg Orden 4. Klasse erhielt. Im Jahr 1810, während der Belagerung von Razgrad, wurde er angewiesen, über eine Übergabe der Festung zu verhandeln, die sich dann am 28. Mai ergab. Im selben Feldzug zeichnete er sich in der Nähe von Schumla aus, wobei 100 Grenadiere mehrere Stunden lang die Angriffe einer großen Gruppe türkischer Reiter abwehrten. 1811 trat Geismar in den vorzeitigen Ruhestand und ließ sich nach seiner Heirat mit einer Prinzessin Gica in Rumänien nieder.
Im April 1812, nachdem er wieder in den russischen Heeresdienst eingetreten war, wurde er in das Kiewer Grenadier-Regiment aufgenommen, das dem General Bachmetjew unterstellt wurde. Er kämpfte 1812 mit der russischen 11. Infanterie-Division gegen französische Truppen, bis sich die Grande Armée am 19. Oktober wegen des einsetzenden Winters aus dem zerstörten Moskau zurückziehen musste. Bereits in der Schlacht bei Ostrowno wurde er an seinem linken Bein schwer verletzt und nach seiner Genesung zum Adjutanten des Grafen Miloradowitsch ernannt, der ihn von Kalisch als Chef einer Kosaken-Abteilung nach Sachsen schickte. 1813 kämpfte er unter General Miloradowitsch und nahm an der Schlacht bei Kulm teil. In der Völkerschlacht von Leipzig befehligte er ein Kosaken-Regiment und wurde anschließend mit ca. 800 Mann zum Schutz der herzoglichen Familie nach Weimar abkommandiert. Hier verhinderte er durch engagierten militärischen Einsatz am 21./22. Oktober 1813 den Einfall der zahlenmäßig überlegenen napoleonischen Truppen und bewahrte die Stadt Weimar vor Plünderung und Zerstörung. Hierfür verlieh die Stadt Weimar genau ein Jahr später, am Abend des 21. Oktober 1814, mit der Zustimmung aller Mitglieder des Stadtrates dem „Kaiserlich Russischen Obersten, Baron von Geismar … das Bürgerrecht für sich und seine Nachkommen“. Ihm wurde eine auf Pergament ausgefertigte Urkunde mit anhängender silberner Siegelkapsel von einer Ratsdeputation überreicht – er wurde somit der erste Ehrenbürger der Stadt Weimar.

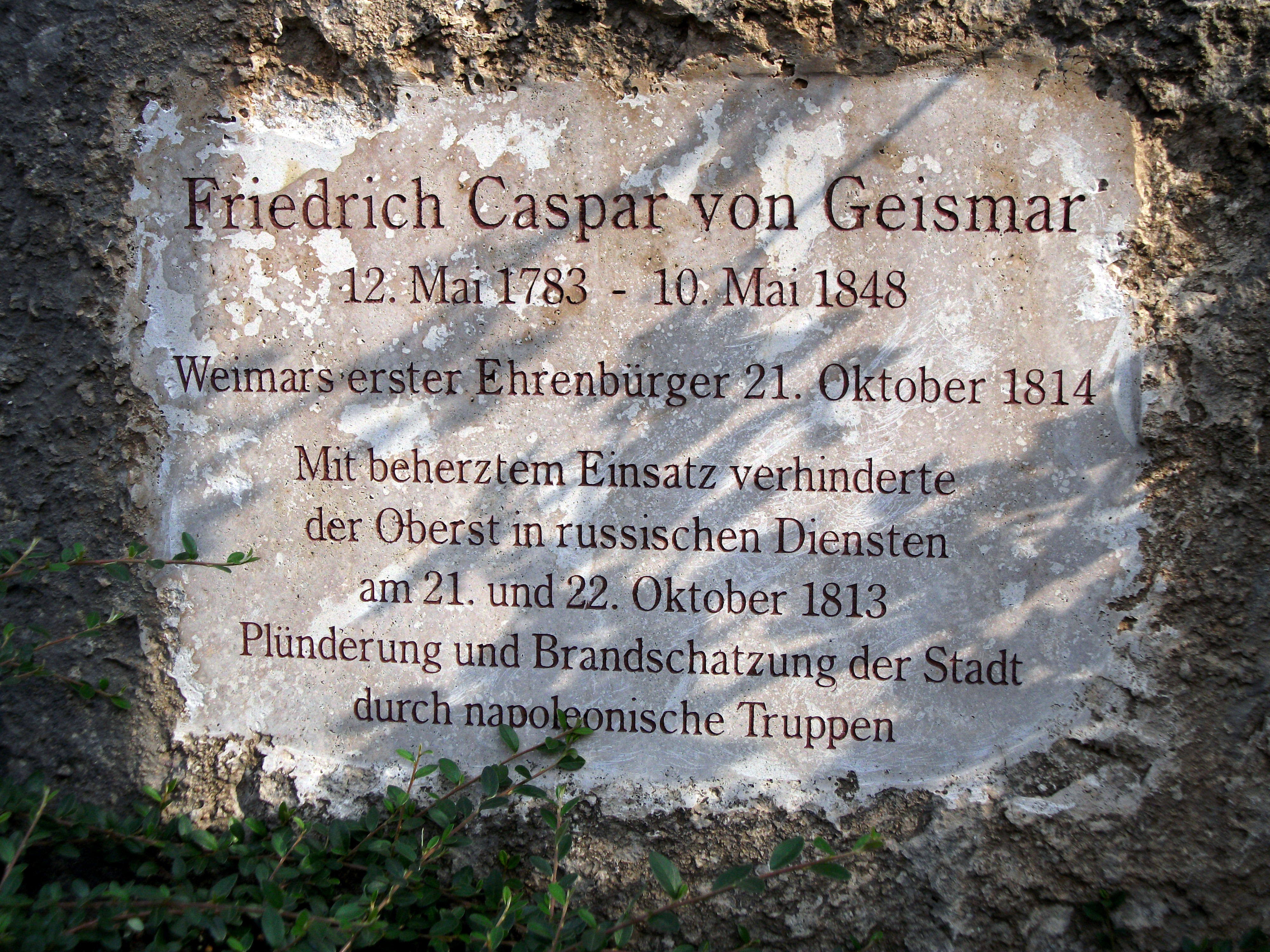
Gedenkstein für Caspar von Geismar, den ersten Ehrenbürger der Stadt Weimar (in Weimar, Ecke Friedensstraße/Jakobsplan)

Bei der anschließenden Verfolgung der Truppen Napoleons soll von Geismar nach Darstellung eines Heeresberichtes als erster russischer Soldat französischen Boden betreten haben. Friedrich Caspar von Geismar wurde dafür von Zar Alexander I. mit dem höchsten militärischen Orden, Pour le Mérite, ausgezeichnet.

### Ehrungen
Geismar wurde von den Freimaurern der Loge Anna Amalia zu den drei Rosen anlässlich ihres 50. Stiftungsfests am 24. Oktober 1814 zum Meister erhoben, was auf Johann Wolfgang von Goethe einen tiefen Eindruck hinterließ und literarischen Niederschlag in Goethes Gedicht Symbolum fand.
Sein Ruf erreichte auch seine Vaterstadt Ahlen, bei seinem letzten Besuch seines Geburtshauses‚ Gut Severinghausen (Haus Kalckstein), im Juli 1830. Bei einem feierlichen Empfang der Ahlener Bürgerschaft auf dem Marktplatz in Ahlen wurde ihm vom Magistrat die ‚Bürgerkrone’ verliehen – er wurde damit der 1. Ehrenbürger der Stadt Ahlen.
Folgendes Gedicht wurde von zwölf weißgekleideten Mädchen vorgetragen:
Willkommen jauchzt dein Vaterland Westphalen
Dir Held vom Donau-Strom, 
Und Jubel füllt dein Vaterstädtchen Ahlen, 
Auf dich so stolz wie Rom. 
Wie zum Triumph die Heersimperatoren
Empfing die Stadt der Welt, 
Empfängt die Stadt den Sohn, den sie geboren, 
Als ruhmgekrönten Held. 
Dem Thor entströmt jauchzt Ahlen dir entgegen: 
Heil dir im Siegerkranz! 
Streut Blumen, baut aus Lorbeer Ehrenbögen
Dem Heros Münsterlands. 
Des Feldherrn Ruhm sich hob mit Adler-Schwingen
Zur Sonnenbahn empor, 
O Hellas wird, erlöst dir Paan singen, 
Den Gott zum Sieg erkor. 
Gehülfe du des Mächtigsten der Czaren, 
Des Kaisers Adjutant, 
Du hast gestürzt die höllischen Barbaren
Als Schwert in Gottes Hand. 
Drei Namen nur erschreckten die Osmanen, 
Gleich einer Geistermacht, 
Da fliehend nur sie dem Geschick entrannen, 
Gebot ihr Ruf der Schlacht. 
Mit Paskewitsch von Eriwan dem Reussen
Theilt Wodan’s Göttermahl
Der Balkansfürst Diebitsch, der Stolz der Preußen, 
Und – Geismar der Westphal. 

### Im Novemberaufstand 1830
Nach dem polnischen Novemberaufstand von 1830 erhielt Geismar zur Niederwerfung des Aufstandes eine Abteilung der russischen Armee unter Feldmarschall Diebitsch. Seine Truppen erlitten jedoch nacheinander bei Stoczek (14. Februar), Wawer (31. März) und Stare Iganie (10. April) mehrere Niederlagen gegen polnische Truppen unter Skrzynecki. Trotzdem erhielt er im September 1831 unter dem neuen Oberkommandierenden Paskewitsch beim Angriff auf Praga erneut Gelegenheit zur Bewährung. Beim Angriff auf die Redoute Ordona wurde er schwer verwundet. Nach dem Krieg wurde er zum Kommandierenden General des russischen I. Armeekorps ernannt. Er trat 1840 in den Ruhestand.

### Wirken in Gorodok
1842 ließ er sich auf der 1830 gekauften Herrschaft Gorodok (heute Westukraine) nieder, wo er den Bau von Fabriken, Kirchen, einer Schule und eines Krankenhauses förderte und die Reste der Burg zu einem bewohnbaren Schloss umbaute. Die jüdische Bevölkerung stellte dort zu großen Teilen die örtliche Handwerkerschaft, was um 1834 zu Interessenskonflikten führte.

### Familie
Geismar war zweimal verheiratet. Die 1811 geehelichte erste Gattin war eine rumänische Prinzessin aus der Adelsfamilie Gica (Ghika), die er seit dem türkischen Krieg kannte. Nach Scheidung heiratete er später eine Nichte Herders namens Nathalie. Als Witwe lebte diese um 1860 noch auf der Herrschaft Gorodok.
Aus erster Ehe hatte Geismar drei Kinder, die er alle überlebte. Ein Sohn starb im Krieg von 1828/29 an Cholera, ein anderer (Friedrich) verstarb um 1831 als Soldat im russischen Regiment Kurland-Dragoner, ein dritter wohl im Kaukasus. Aus der zweiten Ehe hatte Geismar fünf Söhne und drei Töchter. Von den 1860 noch lebenden fünf Kindern aus zweiter Ehe, dienten die vier Söhne in der russischen Armee, etwa der älteste Sohn, Baron Alexander Feodorowitsch von Geismar (ca. 1822–1865), der seit 1860 Oberst des Garde-Kavalier-Regiments war. Ein anderer war Baron Paul von Geismar (* um 1830; † vor 1886), dessen Ehefrau Irene Belogrudoff 1886 noch in Pojnia im Gouvernement Charkow lebte. Paul war Gutsbesitzer auf Schloss Gorodok im Kreis Kamjanez-Podilskyj, und seine Tochter, Baronesse Sophia von Geismar (* 15. März 1859 Schloss Gorodok, griech.-orthodox. Bek.), heiratete am 17. Juli 1886 den Lepraforscher und Arzt Julius Goldschmidt (* 12. Februar 1843 in Mainz, gest. um 1930; israel. Bek.), einen Sohn des Mainzer Kaufmanns Jonathan Goldschmidt.

## Auszeichnungen
- Militärorden Pour le Mérite (1813)
- erster Ehrenbürger von Ahlen und Weimar